# China Cargo Airlines

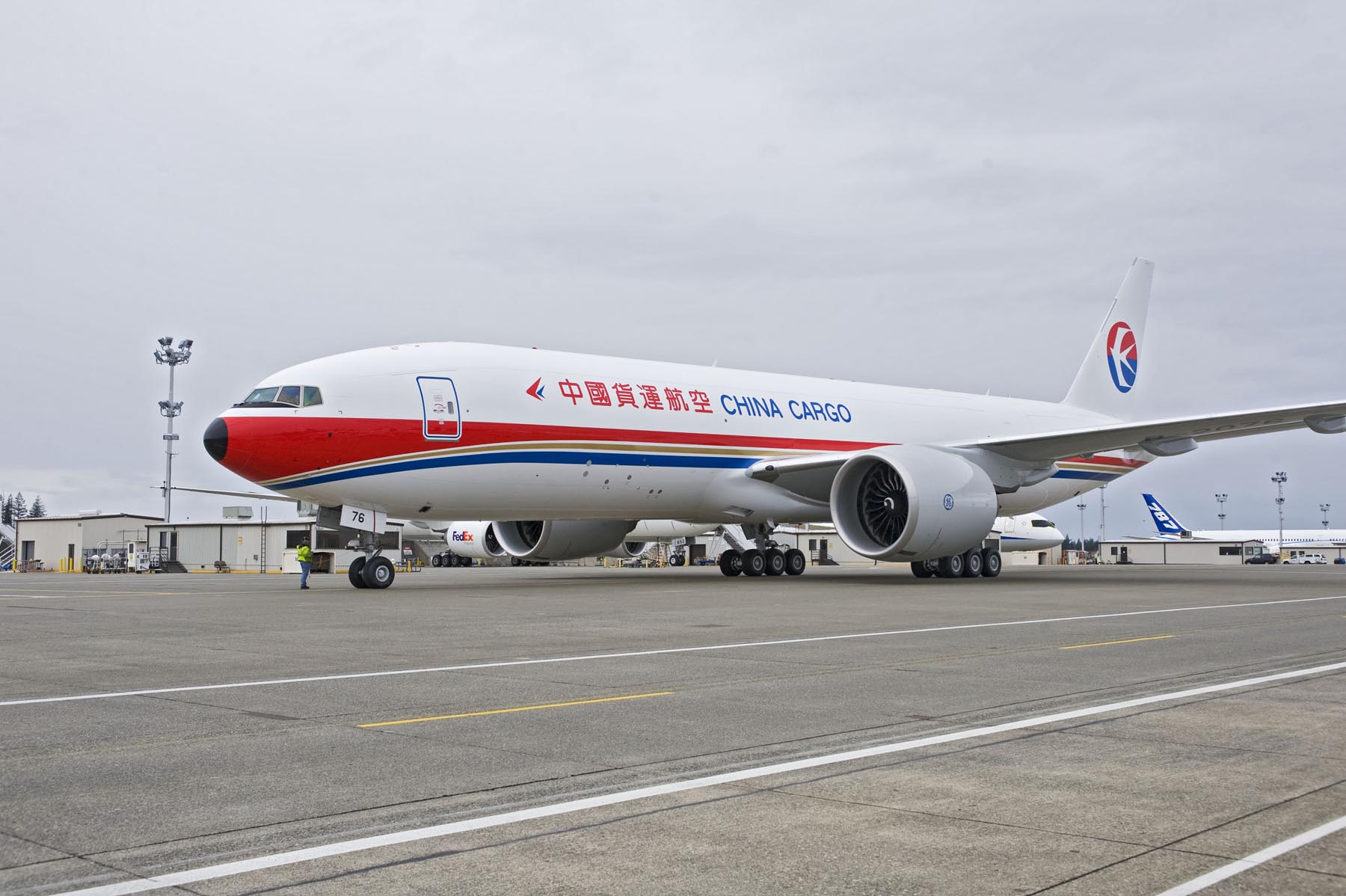
China Cargo Airlines Boeing 777F

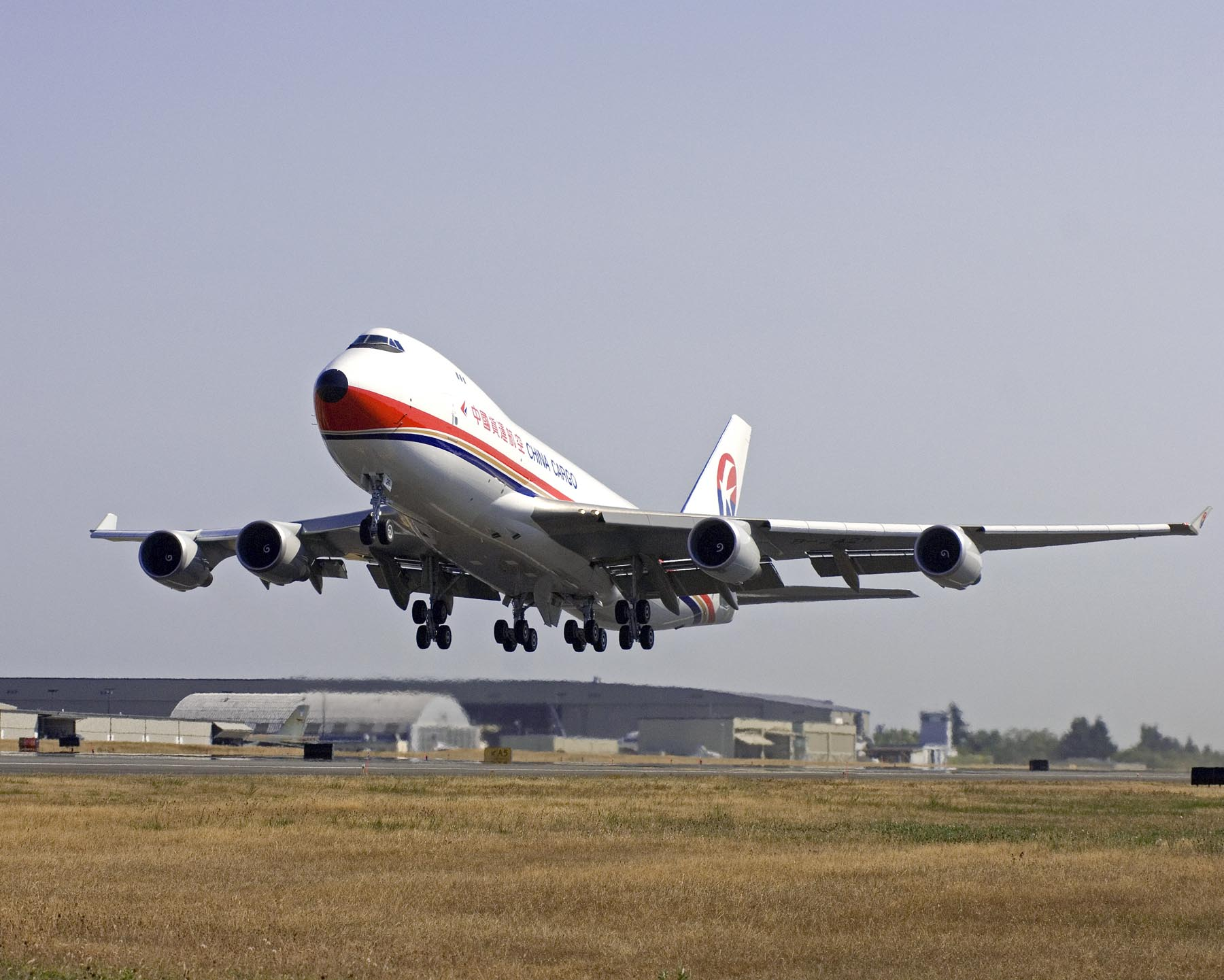
China Cargo Airlines Boeing 747-400ERF

China Cargo Airlines (chiń. 中国货运航空公司; pinyin Zhōngguó Huòyùn Hángkōng Gōngsī) – chińskie linie lotnicze cargo z siedzibą w  porcie lotniczym Hongqiao w Szanghaju.
Są to pierwsze linie lotnicze w Chinach zajmujące się wyłącznie przewozem towarów. Główny hub linii znajduje się w porcie lotniczym Szanghaj-Pudong

## Historia
Linie zostały założone 30 lipca 1998 jako spółka joint venture pomiędzy China Eastern Airlines (70%) oraz China Ocean Shipping (30%). Przez krótki okres nosiły nazwę China Eastern Airlines Cargo, jednak powrócono do oryginalnej nazwy po przekształceniu w niezależne przedsiębiorstwo w 2004 roku.
China Eastern Airlines będące spółką dominującą zdecydowały się na sprzedaż części udziałów co pozwoliło na uzyskanie nowego kapitału, ich udziały zmniejszyły się z 70% do 51%. Natomiast udziały China Ocean Shipping's zmniejszyły się do 17 procent. Pozwoliło to liniom Singapore Airlines Cargo na nabycie 16% udziałów, pozostałe 16% udziałów zakupiły linie Eva Air.
W 2011 China Cargo Airlines połączyły się z Great Wall Airlines oraz Shanghai Airlines Cargo.

## Kierunki lotów
Lnie China Cargo Airlines wykonują połączenia do następujących portów lotniczych (luty 2013).
|  | Węzeł |
|  | Baza  |

| Państwo           | Miasto      | Kod IATA | Kod ICAO | Nazwa lotniska                               |
| ----------------- | ----------- | -------- | -------- | -------------------------------------------- |
| Chiny             | Pekin       | PEK      | ZBAA     | Port lotniczy Pekin                          |
| Chiny             | Chongqing   | CKG      | ZUCK     | Port lotniczy Chongqing-Jiangbei             |
| Chiny             | Nanning     | NNG      | ZGNN     | Port lotniczy Nanning-Wuxu                   |
| Chiny             | Szanghaj    | SHA      | ZSSS     | Port lotniczy Szanghaj-Hongqiao              |
| Chiny             | Szanghaj    | PVG      | ZSPD     | Port lotniczy Szanghaj-Pudong                |
| Chiny             | Shenzhen    | SZX      | ZGSZ     | Port lotniczy Shenzhen                       |
| Chiny             | Tiencin     | TSN      | ZBTJ     | Port lotniczy Tiencin-Binhai                 |
| Chiny             | Xiamen      | XMN      | ZSAM     | Port lotniczy Xiamen-Gaoqi                   |
| Hongkong          | Hongkong    | HKG      | VHHH     | Port lotniczy Hongkong                       |
| Japonia           | Osaka       | KIX      | RJBB     | Port lotniczy Kansai                         |
| Japonia           | Tokio       | NRT      | RJAA     | Port lotniczy Narita                         |
| Korea Południowa  | Seul        | INC      | RKSI     | Port lotniczy Seul-Incheon                   |
| Tajwan            | Tajpej      | TPE      | RCTP     | Port lotniczy Tajpej-Taiwan Taoyuan          |
| Bangladesz        | Dhaka       | DAC      | VGHS     | Port lotniczy Dhaka                          |
| Indie             | Ćennaj      | MAA      | VOMM     | Port lotniczy Ćennaj                         |
| Singapur          | Singapur    | SIN      | WSSS     | Port lotniczy Singapur-Changi                |
| Tajlandia         | Bangkok     | BKK      | VTBS     | Port lotniczy Bangkok-Suvarnabhumi           |
| Dania             | Kopenhaga   | CPH      | EKCH     | Port lotniczy Kopenhaga-Kastrup              |
| Francja           | Paryż       | CDG      | LFPG     | Port lotniczy Paryż-Roissy-Charles de Gaulle |
| Włochy            | Mediolan    | MXP      | LIMC     | Port lotniczy Mediolan-Malpensa              |
| Holandia          | Amsterdam   | AMS      | EHAM     | Port lotniczy Amsterdam-Schiphol             |
| Stany Zjednoczone | Anchorage   | ANC      | PANC     | Port lotniczy Anchorage-Ted Stevens          |
| Stany Zjednoczone | Atlanta     | ATL      | KATL     | Port lotniczy Atlanta - Hartsfield-Jackson   |
| Stany Zjednoczone | Chicago     | ORD      | KORD     | Port lotniczy Chicago-O'Hare                 |
| Stany Zjednoczone | Dallas      | DFW      | KDFW     | Port lotniczy Dallas-Fort Worth              |
| Stany Zjednoczone | Los Angeles | LAX      | KLAX     | Port lotniczy Los Angeles                    |
| Stany Zjednoczone | Saint Louis | STL      | KSTL     | Port lotniczy Saint Louis-Lambert            |

## Flota
Flota China Cargo Airlines składa się z następujących samolotów.
| Typ                      | Liczba | Uwagi                                            |
| ------------------------ | ------ | ------------------------------------------------ |
| Boeing 747-400F          | 2      | uzyskane po połączeniu z Great Wall Airlines     |
| Boeing 747-400BCF        | 1      | uzyskane po połączeniu z Great Wall Airlines     |
| Boeing 747-400ERF        | 2      |                                                  |
| Boeing 777F              | 6      |                                                  |
| Boeing 757-200F          | 2      | uzyskane po połączeniu z Shanghai Airlines Cargo |
| McDonnell Douglas MD-11F | 3      | uzyskane po połączeniu z Shanghai Airlines Cargo |